# 金星の太陽面通過 (火星)
火星における金星の太陽面通過（きんせいのたいようめんつうか）は、火星と太陽のちょうど間に金星が入り、太陽面を通過する天文現象である。

## 概要
火星における金星の太陽面通過は、紀元前12万5千年から12万5千年の25万年間で13099回ある。前回は1998年8月21日、次回は2030年8月19日に発生する。
火星における金星の太陽面通過のタイミングは複雑であるが、約2年から5年の短い周期と、約27年から30年の長い周期がある。

## 太陽面通過の起こる日
日付は最大食の日付(UTC)。
| 年月日         | 最大食 |
| -------------- | ------ |
| 1932年10月23日 | 17:02  |
| 1964年10月22日 | 12:00  |
| 1966年8月22日  | 07:40  |
| 1994年1月7日   | 22:48  |
| 1998年8月21日  | 04:04  |
| 2030年8月19日  | 23:45  |
| 2032年6月18日  | 18:43  |
| 2059年11月5日  | 03:35  |
| 2064年6月17日  | 15:50  |
| 2091年11月5日  | 00:14  |

## 同時太陽面通過
- 金星の太陽面通過が、水星の太陽面通過と同時に起こることはあるが、極めて稀である。次回は18713年10月8日である。紀元前の125000年間ではまったく発生しないが、紀元後の同じ時間では4回発生する。
- 金星の太陽面通過が、地球の太陽面通過および月の太陽面通過と同時に起こることはあるが、極めて稀である。前回は紀元前55962年7月13日である。